# 1948
Évszázadok: 19. század – 20. század – 21. század
Évtizedek: 1890-es évek – 1900-as évek – 1910-es évek – 1920-as évek – 1930-as évek – 1940-es évek – 1950-es évek – 1960-as évek – 1970-es évek – 1980-as évek – 1990-es évek
Évek: 1943 – 1944 – 1945 – 1946 –  1947 – 1948 – 1949 – 1950 – 1951 – 1952 – 1953

## Események

### Január
- január 4. – Burma függetlenségének kikiáltása.
- január 22. – Ernest Bevin, az Egyesült Királyság külügyminisztere az Alsóházban tartott felszólalásában javaslatot tesz a Nyugati Unió egy formájára.[1]
- január 28. – A Szovjetunió és a Lengyelország kormánya kölcsönös áruszállítási hitelegyezményt ír alá.[2]
- január 29. – A Magyar Köztársaság megalapításának és az 1848–1849. évi szabadságharc és forradalom emlékére a parlament elfogadja a közkegyelemről szóló törvényjavaslatot (1948. évi VI. tc.). (A törvényhozás elérkezettnek látta az időt arra, hogy „a megbocsátás szellemében járjon el azokkal szemben, akik menthető okból vagy enyhébb fokban vétettek a jogrend ellen”.)[3]
- január 30. – Náthúrám Vinájaka Godsze(wd) lelövi Mahátma Gandhit, a független India atyját, az erőszakmentes ellenállás jelképét.[4]

### Február
- február 4. – Románia megköti a Szovjetunióval a barátsági, együttműködési és kölcsönös segítségnyújtási szerződést.[5]
- február 10. – Szovjet–jugoszláv–bolgár tárgyalások Moszkvában a Balkáni-föderáció terveiről.
- február 13. – A csehszlovák kormány ülésén a nemzeti szocialista miniszterek tiltakoznak a nemzetbiztonsági testület parancsnokának önkényes eljárása ellen, aki a testület nyolc tisztségviselőjét a Csehszlovákia Kommunista Pártja (CSKP) embereivel akarta felváltani. (A kormány dönt az intézkedés visszavonásáról, de a végrehajtást Václav Nosek belügyminiszter szabotálja.)[6]
- február 18.
  - Magyarország megköti a Szovjetunióval a barátsági, együttműködési és kölcsönös segítségnyújtási szerződést.[7]
  - Magyarországon államosítják a bauxitbányászatot és az alumíniumtermelést (1948. évi XIII. tc.).[3][8]
- február 20. – A kormány rendkívüli ülésén a Csehszlovák Nemzeti Szocialista Párt, a Csehszlovák Néppárt és a Demokrata Párt miniszterei benyújtják lemondásukat, tiltakozva a belügyminiszter törvénytelen eljárása ellen.[6]
- február 21–23. – A Román Kommunista Párt és a szociáldemokrata párt központi bizottságainak együttes pártértekezletén sor kerül az egyesülésre, így a RKP-ból és a PSD balszárnyából megalakul a Román Munkáspárt (Partidul Muncitoresc Român), melynek első titkára Gheorghe Gheorghiu-Dej.[9] Bejelentik Lucrețiu Pătrășcanu kizárását a pártból és házi őrizetbe helyezését.[10]
- február 23. – A csehszlovák belügyminisztérium jelentést tesz közzé a nemzeti szocialista párton belüli „államellenes összeesküvés” leleplezéséről.[6]
- február 25. – Edvard Beneš köztársasági elnök elfogadja a polgári pártok minisztereinek lemondását, s Klement Gottwalddal az élen kinevezi az új kormányt.[6]
- február 26. – Jozef Lettrich lemond a Szlovák Nemzeti tanács elnöki posztjáról, utóda a kommunista párti Karol Šmidke.[6]

### Március
- március 3. – Csehszlovákiában a nemzeti szocialista párt Csehszlovák Szocialista Párttá alakul át.[6]
- március 4. – Horthy Miklóst tanúként a nemzetközi törvényszék elé idézik[11] Edmund Veesenmayer háborús bűnös perében.[12]
- március 5–7. – Az MSZDP kongresszusán kizárják a Kéthly Anna-féle szárny tagjait és a pártvezetést megbízzák, hogy az Magyar Kommunista Párttal kezdjen tárgyalásokat egy egységes munkáspárt létrehozásáról.
- március 9. – A csehszlovák Szakszervezetek Központi Tanácsa irányelvet ad ki a gyárak és a vállalatok „reakciós elemektől” való megtisztításához.[13]
- március 10. – Jan Masaryk csehszlovák külügyminiszter tisztázatlan körülmények között kizuhan a külügyminisztérium egyik ablakán, és belehal sérüléseibe.[14]
- március 14. – Az első Kossuth-díjak átadása.[15]
- március 17. – A Nyugat-európai országok Brüsszelben megkötik az öthatalmi egyezményt.[16]
- március 18–19. – Moszkva visszarendeli Jugoszláviából a szovjet szakértőket. (A szovjet–jugoszláv konfliktus kezdete.)
- március 20.
  - A magyar kormányzat munkanappá nyilvánít egyes nem parancsolt egyházi ünnepeket, így a február 2-ára eső Gyertyaszentelő Boldogasszony napja, a március 25-ére eső Gyümölcsoltó Boldogasszony napja és a szeptember 8-ára eső Kisboldogasszony napja munkanap lett.[17]
  - Az első választások Szingapúrban.
- március 25. – Magyarországon 594 száz főnél több munkavállalót foglalkoztató ipari üzemeket államosítanak (1948. évi XXV. tc.). (Novemberig számuk 780-ra emelkedett. Ezzel a lépéssel az állami tulajdon – a mezőgazdaság és a kereskedelemkivételével – uralkodóvá vált.)[3]
- március 27. – A szovjet kormány „kispolgári-nacionalista elhajlással” vádolja meg a Jugoszláv Kommunista Párt (JKP) vezetését.[18]
- március 28. – Parlamenti választások Romániában.[9]
- március 31. – Megszüntetik a Budapesti Értéktőzsdét.

### Április
- április 1. – Az MSZDP 32 országgyűlési képviselőjét visszahívja az Országgyűlésből.
- április 3. – Az Egyesült Államok komgresszusa elfogadja a Marshall-tervet.[19]
- április 4–5. – A Nemzeti Parasztpárt elnökének ismét megválasztják Veres Pétert.
- április 12–13. – A JKP KB elveti a szovjet kormány által megfogalmazott vádakat.[18]
- április 13. – Az újonnan megválasztott román parlament elfogadja az ország új alkotmányát, amely május 1-jei hatállyal lép életbe.[10]
- április 17. – A Csehszlovák Kommunista Párt és a Csehszlovák Szociáldemokrata Párt vezetősége közös nyilatkozatban jelenti be a munkásosztály marxista–leninista alapokon való egyesítésének szükségességét.[14]
- április 17–18. – A Független Kisgazdapárt elnökének Dobi Istvánt választották.
- április 28.
  - A csehszlovák alkotmányozó nemzetgyűlés törvényt fogad el az 50 alkalmazottnál többet foglalkoztató vállalatok államosításáról.[14]
  - Újabb államosítási törvényt fogadnak el Jugoszláviában. (Az államosítás és az állami ellenőrzés a kisipari termelésre is kiterjed. Ezzel is bizonyítják, hogy a JKP szocialista tulajdon- és osztályviszonyok kialakítására törekszik.)[18]
- április 29. – Magyarországon elfogadják a száz főnél több munkást foglalkoztató üzemek államosításáról szóló törvényt.[15]

### Május
- május 6. – Budapesten megszűnik a lengyel–magyar kulturális kapcsolatok terén tevékenykedő Magyar Mickiewicz Társaság.
- május 7. – Létrehozzák a Községi Élelmiszer-kereskedelmi RT-t, ismertebb nevén a KÖZÉRT-et.
- május 9. – A csehszlovák alkotmányozó nemzetgyűlés elfogadja az új alkotmányt, amely kitűzi a „szocializmus építésének perspektivikus célját”, továbbá leszögezi, hogy az országban népi demokratikus rendszer uralkodik, törvényesíti „a dolgozó nép hatalmát”, és kimondja a cseh és a szlovák nemzet egyenjogúságát. (A nemzeti kisebbségekről nem ejt szót.)[14]
- május 14. – Dávid Ben-Gúrión, Izrael első miniszterelnöke Tel-Avivban bejelenti az önálló állam megalakulását,[20] az ENSZ határozata alapján Palesztinát arab és zsidó államra osztják fel.[21]
- május 15. – Kitör az arab–izraeli háború.[21]
- május 30. – Csehszlovákiában lezajlanak a választások az alkotmányozó nemzetgyűlésbe. (Az első „szocialista típusú” választáson a szavazók 89,2%-a voksol a Nemzeti Front jelöltlistáira.)[14]

### Június
- június 2.

A berlini légihíd

  - Aláírják a magyar–szovjet katonai egyezményt.
  - A végbemenő változásokkal azonosulni nem tudó, s nem akaró csehszlovák köztársasági elnök, Edvard Beneš lemond tisztéről.[14]
- június 3. – Pócspetriben egy tüntetés során életét veszti egy rendőr. Az eset koncepciós perében a jegyzőt halálra, a plébánost életfogytiglanra ítélik.
- június 4. – A csehszlovák nemzetgyűlés egyhangúlag Klement Gottwaldot választja elnökké.[14]
- június 8. – A nemzetközi körülmények változása miatt a CSKP KB új irányelveket fogad el a magyar kisebbséggel kapcsolatban, mely szerint a magyaroknak biztosítani kell a polgárjogokat, de nem szabad elismerni kisebbségi státusukat, illetve lehetővé tenni magyar politikai szervezet alakítását.[14]
- június 10–11. – A Román Munkáspárt plenáris ülésén meghatározzák a román belpolitika irányvonalát, továbbá elfogadják a Kominform Jugoszláviát elítélő dokumentumát, elutasítják a Marshall-tervet és megfogalmazzák a mezőgazdaság kollektivizálásáról és a fokozott iparosításról szóló határozatokat.
- június 11. – Romániában törvény születik a nagyipar, a bányászat, a biztosító- és a szállító vállalatok államosításáról.[9]
- június 12. – A Magyar Kommunista Párt és a Szociáldemokrata Párt kongresszusain kimondják a két párt egyesülését: létrejön a Magyar Dolgozók Pártja (MDP).[22]
- június 14. – Csehszlovákiában Klement Gottwaldot beiktatják elnöki hivatalába.[23]
- június 15. – Az ENSZ Biztonsági Tanácsa tűzszünetet rendel el Palesztinában, az arab-izraeli háborús konfliktus véget ér, de a béke nem teljes.
- június 16. – A magyar parlament elfogadja az egyházi iskolák államosításáról szóló törvényjavaslatot. (A nem állami iskolák fenntartásának az állam által való átvétele, az azokkal összefüggő vagyontárgyak állami tulajdonbavétele és személyzetének állami szolgálatba való átvétele tárgyáról szóló 1948. évi XXXIII. törvénycikk értelmében 6 505 oktatási intézményt államosítanak, s mintegy 18 000 felekezeti tanár kerül állami státuszba.)[3]
- június 20. – Németország nyugati övezeteiben bevezetik az új márkát.[16]
- június 20–22. – A Kominform első Jugoszlávia-ellenes határozata, amelyet 28-án hoznak nyilvánosságra. (A nyílt szovjet–jugoszláv „hidegháború” kezdete.)
- június 24. – A berlini válság, mely során a szovjetek lezárják a Berlin nyugati zónáihoz vezető összes utat.[1]
- június 25.
  - A nyugati hatalmak útnak indítják az első repülőgépes segélyszállítmányt (berlini légihíd).
  - A csehszlovák és a magyar kommunisták képviselőinek pozsonyi tárgyalásán a felek megállapodnak, hogy a csehszlovákiai magyarok visszakapják állampolgárságukat, és ugyanolyan jogokban részesülnek, mint a csehek és a szlovákok.[14]
- június 27.
  - Prágában lezajlik a kommunista és a szociáldemokrata párt egyesítő kongresszusa.[14]
  - Nyilvánosságra hozzák a Kommunista és Munkáspártok Tájékoztató Irodájának (Kominform) egy héttel korábbi határozatát, amely elítéli a JKP-t, mert az szakított az osztályharc marxista elméletével, barátságtalan a Szovjetunióval. (A JKP KB nem küldött képvisetőket az ülésre.)[18]
- június 28. – Jugoszlávia hivatalosan kilép a Kominformból.[24]
- június 29. – A pápa arra utasítja a megszállt kommunista országokban lévő püspökeit, hogy nevezzenek ki két helyettest (ordinarius substitus) maguk helyett arra az esetre, ha a püspököt felfüggesztik, letartóztatják, száműzik.[9]
- június 30. – A JKP nyilatkozata szerint a Kominform bírálata helytelen és hamis állításokon alapul.[18]

### Július
- július 2. – Romániában felállítják az Állami Tervbizottságot,[5] amely – a gazdaság egységes, központi irányítására – 1949-re és 1950-re egyéves tervet, 1951-től kezdve ötéves terveket dolgoz ki.
- július 17. – Románia felmondja a Vatikánnal 1927-ben kötött konkordátumot.[9]
- július 21–28. – A JKP V. kongresszusa megerősíti az addigi irányvonalat és vezetőséget.[18]
- július 30. – Lemond Tildy Zoltán köztársasági elnök.[15]

### Augusztus
- augusztus 3.
  - Szakasits Árpád lesz Tildy Zoltán utódja.[15]
  - Romániában kezdetét veszi az egyházi iskolák államosítása.[9]
- augusztus 14. – Az NSZK történetének első választásán a jogosultak 78%-ának részvételével a CDU (31,0%) győz. Az első Bundestagba még az SPD (29,2%), az FDP (11,9%) és az NKP (5,7%) jut be több regionális párt mellett.
- augusztus 15. – A Koreai-félsziget amerikai megszállási zónájában kikiáltják a Koreai Köztársaságot (elterjedtebb nevén Dél-Koreát), Szöul központtal.[25]
- augusztus 16. – A csehszlovák katolikus püspökök nyitrai konferenciáján memorandumot intéznek a kormányhoz, melyben a résztvevők fenntartásaikat fejezik ki az országban végbemenő fejlődéssel kapcsolatban.[14]
- augusztus 20. – Rákosi Mátyás Kecskeméten megtartott ünnepi beszédében egyértelműen és határozottan a szövetkezetesítés mellett foglalt állást, amikor kijelenti „Két út áll a magyar dolgozó parasztság előtt. Az egyik út a régi, a megszokott, a túlzásba vitt egyéni gazdálkodás […] Ezen az úton a népi demokrácia nem mehet tovább.”[26]
- augusztus 25. – János barcelonai gróf – az Azor nevű jacht fedélzetén, amely San Sebastiánnal szemben horgonyoz – találkozik Francóval és beleegyezik, hogy rábízza a fiát, János Károlyt a tábornokra, aki a caudillo kívánsága szerint Spanyolországban fog tanulni.[27]
- augusztus 30. – Romániában létrehozzák a Népbiztonsági Főigazgatóságot (Direcţia Generală a Securităţii Poporului).[9]

### Szeptember
- szeptember 3.
  - Sezimovo Ústíban meghal dr. Edvard Beneš volt köztársasági elnök. (Szeptember 8-ai temetésén a résztvevők kinyilvánítják szembenállásukat a rendszerrel.)[14]
  - Lengyelországban a „moszkvaiak” és a „partizánok” – azaz a háborús emigránsok és az illegalitásban harcoltak – közötti éles vita eredményeként Władysław Gomułkát elmozdítják a Lengyel Munkáspárt főtitkári székéből. (Megkezdődik a párt megtisztítása.)[2]
- szeptember 6. – Létrehozzák a BM Államvédelmi Hatóságát (ÁVH).[15]
- szeptember 9.
  - A Koreai Népi Demokratikus Köztársaság megalakulása, Phenjan központtal.[25]
  - Farkas Mihályt nevezik ki a Honvédelmi Minisztérium élére.[28]
- szeptember 27–28. – A Csehszlovák Kommunista Párt és az eddig szervezetileg különálló Szlovák Kommunista Párt egyesülése, az egységes párt elnökévé Klement Gottwaldot, főtitkárává Rudolf Slánskýt választják.[14]

### Október
- október 1.
  - A CSKP soraiban is tisztogatások kezdődnek a pártba befurakodott „karrieristák és megbízhatatlan elemek eltávolítására”.[14]
  - Megérkeznek az első szovjet tanácsadók a magyar hadsereghez.[29]
- október 5. – A Természetvédelmi Világszövetség megalapítása.[30]
- október 7. – Párizsi autószalonon bemutatják az első Citroën 2CVt.
- október 12. – A csehszlovák kormány döntést hoz a magyar lakosok állampolgárságának visszaadásáról. (Ezzel megszűnik a csehszlovákiai magyarok több mint három éven át tartó teljes jogfosztottsága.)[14]
- október 14. – Csehszlovákiában érvénybe lép a népi demokratikus köztársaság védelméről szóló törvény.[14]
- október 15. – A müncheni I. bajor esküdtszék döntésével Hitler hagyatékát Bajorországra ruházza, többek között a Mein Kampf szerzői jogát is. (A könyv szerzői jogi védelme 2015. december 31-én járt le.)[31]
- október 25. – Csehszlovákiában megalakul az Egyházügyi Hivatal.[14]
- október 27. – A csehszlovák nemzetgyűlés elfogadja az 1949–53-as időszakra vonatkozó ötéves tervet.[14]

### November
- november 17. – Az MDP Államvédelmi Bizottsága – Rákosi Mátyás javaslatára – határoz arról, hogy szovjet katonai és rendőrségi szakértőket kérnek, illetve magyar katona- és rendőrtiszteket küldenek a Szovjetunióba.[32]
- november 26. – A magyar országgyűlés elfogadja a nők egyenjogúsításáról szóló törvényt.

### December
- december 1. – Romániában rendeletileg feloszlatják a görögkatolikus egyházat, és híveit „beolvasztják” a ortodox egyházba.[10]
- december 10.
  - Megalakul a Dobi-kormány, az új miniszterelnök Dobi István (a korábbi: Dinnyés Lajos).[33]
  - Az ENSZ Közgyűlésén elfogadták az Emberi Jogok Egyetemes Nyilatkozatát.
- december 15. – Csehszlovákiában megjelenik az „Új Szó” című hetilap, négy évi kényszerszünet után az első szlovákiai magyar sajtóorgánum.[14]
- december 15–21. – Hosszas viták után Varsóban sor kerül a Lengyel Munkáspárt és a Lengyel Szocialista Párt egyesülési kongresszusára, s a fúzió eredményeként létrejön a Lengyel Egyesült Munkáspárt (PZPR). (Az ifjúsági szervezetek egyetlen szervezetben, a Lengyel Ifjúsági Szövetségben (ZMP) egyesülnek. Csatlakozik a PZPR-hez a „Bund” Zsidó Szocialista Párt is.)[34]
- december 18. – Horthy Miklós és családja elhagyja Bajorországot.[12]
- december 20. – Csontváry Kosztka Tivadar festményeinek első nemzetközi kiállítása a Károlyi Mihály vezette párizsi magyar nagykövetségen.[35]
- december 23. – Tokióban kivégzik Tódzsó Hideki, korábbi japán miniszterelnököt[36] és 6 társát, mint háborús bűnöst.
- december 26. – Letartóztatják Mindszenty József hercegprímás-érseket.[37]

### Határozatlan dátumú események
- az év elején – A csepeli dolgozók felhívása nyomán Magyarországon meghirdetik az első országos munkaversenyt. (A legjobban teljesítő dolgozókat ekkor még élmunkásoknak nevezték, a sztahanovista mozgalom megalapítására 1949 szeptemberében került sor.)[38]
- március – A krisztinavárosi Koronaőr utcát Kosciuszkó Tádé utcának nevezik át Tadeusz Kościuszko lengyel-amerikai szabadsághős tiszteletére.
- szeptember–november – A Kínai Néphadsereg felszabadítja Mandzsúriát (Északkelet-Kínát).
- december – Lengyelországban megszüntetik a kötelező beszolgáltatás 1946-ban bevezetett rendszerét.[39]
- az év végén – Goli otok szigetén a jugoszláv hatóságok internálótábort hoznak létre, ahová 1958-ig 16–18 ezer „nép ellenségét”, főleg Kominform-szimpatizánst zárnak be.[18]

## Az év témái

### 1948 a filmművészetben
- Bán Frigyes: Talpalatnyi föld[40]
- Frank Capra: Államok szövetsége
- Vittorio De Sica: Biciklitolvajok
- John Huston: A Sierra Madre kincse
- Laurence Olivier: Hamlet
- Szőts István: Ének a búzamezőkről
- Orson Welles: Macbeth

### 1948 az irodalomban
- Jerzy Andrzejewski: Hamu és gyémánt (regény)
- Kodolányi János: Vízöntő (avagy Vízözön)
- Norman Mailer: Meztelenek és holtak (regény)
- Irwin Shaw: Oroszlánkölykök (regény)
- Megszűnnek a Valóság,  Újhold, Alkotás, Kortárs[41] és Sorsunk című folyóiratok.

### 1948 a légi közlekedésben
- A phenjani Sunan nemzetközi repülőtér megnyitása.

### 1948 a sportban
- A Csepeli Munkás TE nyeri az NB1-et. Ez a klub harmadik bajnoki címe.
- július 29. – augusztus 14. XIV. Nyári olimpiai játékok Londonban. 59 ország részvételével.
- január 30. – február 9. V. Téli olimpiai játékok St. Moritzban. 28 ország részvételével.

### 1948 a vasúti közlekedésben
- január 1. – Nagy-Britanniában a vasúttársaságok államosításával létrehozzák a British Railwayst.[42]
- június 18. – A Budapest–Cegléd–vasútvonal töltésen futó új szakaszának átadásával megszűnik a Thököly úti halálsorompó.

### 1948 a zenében
- Frank Sinatra: Christmas Songs by Sinatra

## Születések
- január 2. – Kovács Ilona irodalomtörténész, műfordító, a Szegedi Tudományegyetem docense († 2024)
- január 5. – Perényi Miklós, Kossuth-díjas magyar gordonkaművész, a nemzet művésze
- január 7. – Zmago Jelinčič Plemeniti szlovén, szlovén politikus, a Szlovén Nemzeti Párt (SNS) alapítója
- január 8. – Váradi Katalin, Hevesi Sándor-díjas magyar karmester († 2015)
- január 12. – Török Ádám, Máté Péter-díjas magyar fuvolista, énekes és dalszövegíró, a Mini frontembere († 2023)
- január 22. – Hoffmann Rózsa, magyar pedagógus, oktatáspolitkus
- január 24. – Németh Miklós, magyar politikus, miniszterelnök
- január 25. – Vikidál Gyula, Liszt Ferenc-díjas magyar énekes
- január 28.
  - Kern András, Kossuth-díjas magyar színész
  - Mikhail Baryshnikov orosz születésű amerikai balett-táncos, koreográfus, filmszínész
- január 31. – Kováts Kolos, Kossuth-díjas magyar operaénekes
- február 2. – Sunyovszky Szilvia, Kossuth-díjas magyar színésznő
- február 3. – Drapál János, magyar motorkerékpár-versenyző († 1985)
- február 4.
  - Alice Cooper, amerikai zenész
  - Wichmann Tamás, kilencszeres kenuvilágbajnok, kétszer olimpiai második, egyszer olimpiai harmadik helyezett, 37-szeres magyar bajnok († 2020)
- február 12. – Raymond Kurzweil, amerikai feltaláló, író
- február 17. – Cserhalmi György, Kossuth-díjas magyar színművész, a nemzet színésze
- február 21. – Laczkovich Miklós, magyar matematikus
- február 24. – Krausz Tamás, történész, Oroszország-szakértő, professor emeritus, rendszerkritikai értelmiségi
- február 28. – Rimóczi Imre magyar mikológus, egyetemi tanár
- március 1. – Orbán József magyar énekes, zenész (100 Folk Celsius) († 2018)
- március 3. – Böröczky József, magyar humorista, motorsport-szakkommentátor († 2011)
- március 9. – Lovász László, Széchenyi-díjas magyar matematikus, Magyar Tudományos Akadémia elnöke
- március 12. – Dienes Gábor, magyar festőművész († 2010)
- március 14. – Billy Crystal, amerikai színész
- március 17.
  - William Gibson, amerikai science fiction író
  - Bodnár Erika, Jászai Mari-díjas magyar színésznő
- március 21. – Papp Lajos, Széchenyi-díjas magyar szívsebész
- március 22. – Andrew Lloyd Webber, brit zeneszerző
- március 24. – Debreczeni Ferenc, Kossuth-díjas magyar zenész, doboz, az Omega tagja
- március 31. – Al Gore, amerikai politikus,  USA 45. alelnöke
- április 6. – Grendel Lajos, Kossuth-díjas szlovákiai magyar író († 2018)
- április 17. – Ivánka Csaba, színész, rendező, zeneszerző, szövegíró, énekes († 1996)
- április 22. – Ġorġ Abela máltai jogász, politikus, köztársasági elnök
- április 24. – Szívós István, olimpiai és világbajnok magyar vízilabdázó († 2019)
- április 25. – Andorai Péter Kossuth-díjas magyar színész, a nemzet színésze († 2020)
- május 14. – Kállai Bori, magyar színésznő, érdemes művész
- május 19. – Grace Jones, amerikai modell, énekesnő és színésznő
- május 21. – Helyey László Jászai Mari-díjas magyar színművész († 2014)
- május 26.
  - Gálvölgyi János Kossuth-díjas magyar színész, parodista
  - Tarlós István, magyar mélyépítő mérnök, Budapest főpolgármestere (2010–2019)
- május 27. – Presser Gábor, Kossuth-díjas magyar zeneszerző, zenész, énekes
- május 31. – Szvjatlana Aljakszandravna Alekszievics, Nobel-díjas belarusz írónő
- június 13. – Blaskó Péter, Kossuth-díjas magyar színész, a nemzet művésze
- június 18. – Schmidt Éva tudományos kutató, tanár, néprajztudós és nyelvész volt († 2002)
- június 22. – Cserháti Zsuzsa, magyar énekesnő († 2003)
- június 28. – Kathy Bates, Oscar-díjas amerikai színésznő
- július 3. – Pintér Sándor magyar rendőrtiszt, jogász, politikus, belügyminiszter
- július 4. – Verebes István Jászai Mari-díjas színész, rendező
- július 5.
  - Lojze Peterle szlovén politikus, kormányfő
  - Kű Lajos, olimpiai ezüstérmes magyar labdarúgó
- július 7. – Barta Tamás magyar gitáros, énekes, zeneszerző († 1982)
- július 9. – Szögi László  magyar történész, levéltáros, könyvtáros, a budapesti Egyetemi Könyvtár főigazgatója
- július 13. – El Kazovszkij, Kossuth-díjas magyar festőművész, díszlettervező († 2008)
- július 15. – Nicolae Dabija román származású moldáv író, irodalomtörténész († 2021)
- július 17. – Kovács György magyar szobrász, restaurátor
- július 25. – Baka István, magyar költő, műfordító († 1995)
- július 25. – Fazekas Attila, képregényrajzoló, illusztrátor.
- július 30. – Jean Reno,  francia színész
- augusztus 4.
  - Dinnyés József, magyar zeneszerző, előadóművész († 2021)
  - Papp János, magyar színész
  - Bartha András, magyar üzletember, író, költő
- augusztus 8. – Cservenyák Tibor, olimpiai bajnok magyar vízilabdázó, edző
- augusztus 17. – Badari Tibor, Európa-bajnok ökölvívó  († 2014)
- augusztus 18. – Gyimesi László Lajos író, költő († 2020)
- augusztus 23.
  - Jurij Ivanovics Jehanurov, ukrán politikus, 2005–2006 között Ukrajna miniszterelnöke
  - Tímár Péter, magyar fotográfus, fotóművész
- szeptember 2. – Oszter Sándor, Kossuth-díjas magyar színművész († 2021)
- szeptember 3. – Sáfár Anikó, magyar színésznő
- szeptember 6. – Hegedűs Csaba, olimpiai bajnok magyar birkozó, edző, sportvezető
- szeptember 8. – Kincses Veronika, Kossuth-díjas magyar opera-énekesnő
- szeptember 9. – Jacqueline Taïeb francia énekesnő
- szeptember 10. – Charles Simonyi, szoftverfejlesztő, a szándékorientált programozás (Intentional Programming, IP) kutatója
- szeptember 15. – Székely B. Miklós, Jászai Mari-díjas magyar színész
- szeptember 19. – Jeremy Irons, Oscar-díjas angol színész
- szeptember 20.
  - Baksa-Soós János, magyar előadó- és képzőművész, a Kex együttes alapítója és frontembere († 2021)
  - George R. R. Martin, amerikai író, forgatókönyvíró
- szeptember 26. – Olivia Newton-John angol-ausztrál énekesnő, színésznő, aktivista († 2022)
- szeptember 29.
  - Theo Jörgensmann, klarinétművész
  - Koroknay Géza színész († 2013)
- október 1. – Cságoly Ferenc, Kossuth-díjas magyar építész, egyetemi tanár
- október 8.
  - Johnny Ramone, amerikai gitáros, zenész († 2004)
  - Claude Jade, francia színésznő († 2006)
- október 11.
  - Kepes András, magyar író, újságíró, televíziós műsorkészítő, egyetemi tanár
  - Verbőczy Antal, magyar költő († 1982)
- október 12. – Rick Parfitt, angol rockzenész, zeneszerző, gitáros (Status Quo) († 2016)
- október 17. – Raffay Ernő, magyar történész, államtitkár
- október 28. – Ördögh Szilveszter, író, műfordító († 2007)
- november 8. – Deák Bill Gyula, magyar bluesénekes
- november 14. – III. Károly brit király
- november 15. – Droppa Judit Munkácsy-díjas textiltervező
- november 28. – Tamás Gáspár Miklós magyar filozófus, politikus, közíró († 2023)
- december 2. – Gazda István tudománytörténész, a történelemtudomány kandidátusa, a Magyar Tudománytörténeti Intézet igazgatója
- december 3. – Ozzy Osbourne, Grammy-díjas angol énekes, a Black Sabbath frontembere († 2025)
- december 14. – Lázár Kati, Kossuth-díjas magyar színésznő
- december 21. – Samuel L. Jackson, amerikai színész
- december 27. – Gérard Depardieu, francia színész
- december 31.
  - Donna Summer, amerikai énekesnő, többszörös Grammy-díjas († 2012)
  - Joe Dallesandro amerikai színész

## Halálozások
- január 26. – Kâzım Karabekir török tábornok, politikus, a török parlament házelnöke 1946-tól haláláig (* 1882)
- január 28. – Arthur Liebehenschel, az auschwitzi és majdaneki haláltáborok parancsnoka (* 1901)
- január 30. – Mahátma Gandhi indiai miniszterelnök, meggyilkolják. (* 1869)
- február 11. – Szergej Mihajlovics Eisenstein orosz rendező (* 1898)
- február 16. – Barta István olimpiai bajnok vízilabdázó (* 1895)
- március 4. – Mátéffy Viktor magyar katolikus pap, pápai prelátus, országgyűlési képviselő (* 1881)
- április 9. – Flandorfer Ignác földbirtokos, gazdasági tisztviselő, országgyűlési képviselő (* 1878)
- április 25. – Márkus László magyar rendező, díszlet- és jelmeztervező, kritikus, drámaíró (* 1881)
- május 30. – Klekl József, korábban alaptalanul magyarellenességgel vádolt magyarországi szlovén politikus, majd belgrádi parlamenti képviselő. 1918-ban tervezetet készített a szlovén nemzetiségi területet magába foglaló autonóm, vagy pedig független Szlovenszka krajina kialakítására (* 1874)
- június 6. – Louis Lumière francia kémikus, a filmművészet és a filmgyártás úttörője (* 1864)
- június 12. – Glykais Gyula kétszeres olimpiai bajnok kardvívó (* 1893)
- július 7. – Schulek János építész (* 1872)
- július 18. – Telcs Ede, szobrászművész (* 1872)
- július 30. – Paikert Alajos, ifj., mezőgazdász, agrárpolitikus, múzeumigazgató (* 1866)
- augusztus 18. – Habsburg–Tescheni Vilmos Ferenc József főherceg, Sztálin börtönében halt meg (* 1895)
- augusztus 20. – Emery Roth magyar származású amerikai építész, New York meghatározó lakóépületeinek, hoteljeinek, felhőkarcolóinak tervezője (* 1871)
- augusztus 27. – Markovits Rodion, magyar író, újságíró (* 1884)
- szeptember 3. – Edvard Beneš cseh politikus (* 1884)
- szeptember 22.
  - Adalbert Ferdinánd porosz királyi herceg porosz királyi és német császári herceg, a Német Császári Haditengerészet tisztje (* 1884)
  - Florence Augusta Merriam Bailey, amerikai ornitológusnő és természetírónő (* 1863)
- október 18. – Walther von Brauchitsch német katonatiszt, tábornagy (* 1881)
- október 23. – Zerkovitz Béla zeneszerző (* 1881)
- október 24. – Vámbéry Rusztem, jogász, polgári radikális publicista (* 1872)
- november 2. – Szemere Béla sebész, főorvos, országgyűlési képviselő (* 1874)
- november 21. – Dálnoki Miklós Béla katonatiszt, az ideiglenes nemzeti kormány miniszterelnöke (* 1890)
- november 28. – Ábrányi Emilné, Wein Margit magyar szopránénekesnő (* 1861)
- november 30. – Bíró Mihály magyar festő, grafikus, szobrász (* 1886)
- december 21. – Hutás József bíró, felsőházi tag (* 1869)

## Nobel-díjasok
- A Nobel-díjat a svéd Alfred Nobel alapította, 1901 óta adják át, melyet a Svéd Királyi Tudományos Akadémia ítél oda a tudomány, az irodalom és humanitárius területen kimagasló eredményt elért magánszemélyeknek, illetve intézményeknek.

| Fizikai            | Patrick Blackett brit fizikus         |
| Kémiai             | Arne Tiselius svéd kémikus            |
| Orvosi-fiziológiai | Paul Hermann Müller svájci biokémikus |
| Irodalmi           | Thomas Stearns Eliot brit író         |
| Béke               | nem adták ki                          |